# المجارين (بعدان)

تعديل مصدري - تعديل

المجارين محلة تابعة لقرية الدار الأسود، التابعة لعزلة حيسان بمديرية بعدان إحدى مديريات محافظة إب في الجمهورية اليمنية، بلغ تعداد سكانها 37 حسب تعداد اليمن لعام 2004.